# Domingo Acosta Guión
Domingo Acosta Guión (Pseudonyme: Telmo; Gavroche – dt. „Zeitungsjunge“; Pobrecito hablador – dt. „Der armselige Schwätzer“; * 14. April 1884 in Santa Cruz de La Palma; † 15. November 1959 ebenda) war ein spanischer Journalist, Theaterkritiker, populärer Dichter und Dramatiker und kommunaler Beamter, der auf La Palma lebte.

## Leben und Werk
Acosta Guión war Sohn des Besitzers einer kleinen Getränkefabrik. Er arbeitete als Schreiner, Tabakarbeiter, Journalist, schließlich als städtischer Beamter und Notar. Für das Theater begann er sich unter dem Einfluss von Hermenegildo Rodríguez Méndez (1870–1922) zu interessieren, einem der fruchtbarsten Theaterautoren der Kanaren, der spätromantische Dramen und Texte für illustre Feste verfasste. Dessen liberale Haltung formte auch den republikanischen Geist Acostas, der mit seinem Bruder Juan einer Freimaurerloge angehörte. Er wurde Vorsitzender der lokalen Republikanischen Jugend (Juventud Republicana) und nahm im September 1905 am Internationalen Freidenkerkongress in Paris teil.
Seit Ende des 19. Jahrhunderts veröffentlichte Acosta in verschiedenen Tageszeitungen und Zeitschriften der Kanarischen Inseln, aber auch in einer kubanischen Zeitschrift Artikel, Satiren, Streitschriften und ernste sowie scherzhafte Sonette, Kinderlieder und andere Gedichte. Darin wandte er sich auch gegen soziale Ungerechtigkeit, Dekadenz und die satte und bequeme Haltung seiner Mitbürger und wurde so zu einem inoffiziellen Chronisten der unter großer Armut leidenden Insel La Palma. Außerdem schrieb er etwa 10 kurze Theaterstücke, meist Verskomödien mit sozialem Hintergrund oder eheliche Dialoge, in denen er den auf der Insel verbreiteten Alkoholismus kritisierte. Die ersten drei dieser Stücke wurde 1910 in einer Broschüre veröffentlicht.
Acosta rezitierte seine Verse oft „aus der Hosentasche“, er trug immer Zettel mit Kopien seiner Gedichte in seinen Taschen, um sie zu verteilen und seinen Freunden vorzulesen. Diese Zettel wanderten von Hand zu Hand.
Als Mitglied der republikanischen Stadtregierung von Santa Cruz de la Palma verlor er nach dem Bürgerkrieg seine Stelle und beklagte in der Folgezeit den gesellschaftlichen, ökonomischen und kulturellen Rückschritt Spaniens. 1959 starb er in seiner Heimatstadt. 
Seine Werke wurden wegen seiner republikanischen Haltung lange ignoriert, zum Teil vernichtet und mussten  mühsam wieder gesammelt werden. Erst 1987 und 1988 gab die kanarische Regierung zwei Bände mit „ernsten“ und „scherzhaften“ Texten Acostas heraus. Sein Nachlass befindet sich seit 2017 im Generalarchiv von La Palma. Ein Platz des Quartiers Benahoare in Santa Cruz de la Palma trägt heute seinen Namen.

## Werke
- Cartas a mis nietos: recopilación homenaje a Domingo Acosta Guión en el centenario de su nacimiento, 1984
- Por los caminos perdidos: antología poética 1884-1959, 1987
- Al pan, pan y al vino, vino: versos de ‘bolsillo’: antología, 1988
- ¿A quién se lo cuento?: desde la prosa de combate a las candorosas canciones infantiles, Hrsg. vom Centro de la Cultura Popular Canaria, La Laguna (Tenerife), 1990.
- Antología poética. Hrsg. vom Centro de la Cultura Popular Canaria, La Laguna (Tenerife), 1998, ISBN 978-84-7926-286-0.